# Бахман, Курт
Курт Бахман (нем. Kurt Bachmann; 22 июня 1909, Дюрен, Рейнская провинция, Германская империя — 23 февраля 1997, Кёльн, Германия) — западногерманский политический и общественный деятель, председатель Германской коммунистической партии (1969—1973). Участник антифашистского «Движения Сопротивления».

## Биография
Родился в еврейской семье кожевника, члена профсоюза, социал-демократа и противника Первой мировой войны.
Как и отец стал сортировщиком кожи, нередко из-за своих взглядов в том числе и на защиту трудовых прав, оказывался безработным. В 1932 г. вступил в Коммунистическую партию Германии (КПГ). Вел нелегальную антифашистскую работу в Кёльне (1933—1935), в 1938 г. выехал во Францию, где принял участие в Движении Сопротивления. После ареста в 1942 г. до 1945 г. находился в фашистских концентрационных лагерях («Йохансдорф», «Ратибор», «Пайскретчам», «Блеххаммер», «Бухенвальд»). Участник «Марша смерти» из «Освенцима» в «Бухенвальд»: из 3600 заключенных три недели спустя в живых осталось 400. Был доведен до полного истощения и в таком состоянии тяжело ранен эсэсовцем. Его жена, Алиса, была уничтожена в газовой камере «Освенцима».
В 1945 г. участвовал в основании «Объединения лиц, преследовавшихся при нацизме» (ОЛПН), позднее был членом президиума ОЛПН и Международной федерации участников «Движения Сопротивления», являлся генеральным секретарем этой организации. С 1950 г. работал в секретариате правления Коммунистической партии Германии (КПГ), после ее запрета в 1956 г. — боннский корреспондент журнала «Тат» («Die Tat»). В сентябре 1968 г. выступил с инициативой создания легальной Германской коммунистической партии (ГКП).
На 1-м съезде ГКП в Эссене (12—13 апреля 1969) выступил с докладом «За единство действий в борьбе за демократическое обновление государства и общества»; был избран председателем партии. На этом посту находился до 1973 г. До 1990 г. входил в состав Правления ГКП.
В 1980-х и 1990-х гг. выступал в Кёльне на многочисленных митингах движения за мир, на акциях против ксенофобии («Arsch huh, Zäng ussenander», 1992) и против праворадикальных проявлений. Его также часто привлекали СМИ в качестве свидетеля преследований при нацистском режиме. В таких случаях он часто выступал против приравнивания социализма к национал-социализму, никогда не использовал слово «национал-социализм», но всегда говорил о фашизме.
Автор ряда публицистических произведений, среди которых «Кем был Гитлер в действительности» (1981), «Тексты, фотографии, хроника» (1983) и «Мы должны быть пионерами в защите прав человека» (1999).

## Награды и звания
Орден «Дружбы народов» (1974).
Лауреат международной Ленинской премии «За укрепление мира между народами» (1979).